# Yoko de Senehun
Yoko de Senehun, encore appelée Madame Yoko, née vers 1849, morte en 1906, est une dirigeante du peuple mendé, dans un territoire devenu la Sierra Leone, qui eu une influence considérable dans ce territoire, au XIXe siècle.

## Biographie
Elle naît vers 1849, au sein d’une famille aisée de l'ethnie Kpa du peuple Mende en Sierra Leone. Dès l'enfance, elle est initiée à la société secrète des femmes appelée Sande, ce qui lui garantit un réseau d'alliances au sein des femmes de sa communauté. Elle y apprend aussi le chant, la danse, la médecine, la procréation, et y est excisée. Après une période de plusieurs mois, elle est réintroduite dans la société en tant qu'adulte sous le nom de Madame Yoko.
Mariée successivement à deux chefs de guerre importants, Gongoima et Gbanya, après la mort de ce dernier en 1878, elle prend personnellement la tête de son peuple,.
Son leadership dans les années 1880 et 1890 coïncide avec la période d'occupation coloniale britannique, au cours de laquelle Yoko jouit d'une influence locale considérable. Grâce au prestige de sa famille et à ses compétences exceptionnelles en matière de communication et de négociation, elle intervient dans diverses situations pour maintenir la paix entre les Britanniques et les chefs locaux réfractaires, obtenant ainsi des avantages personnels et une certaine reconnaissance. Par ses contacts avec les danseuses de la société Sande, elle arrange aussi le mariage de plusieurs d'entre elles avec des officiers et des administrateurs européens. En encourageant de telles alliances, elle dispose d'un réseau d'information et de soutien qui renforce encore son autorité et son prestige local. Tout cela lui vaut d'être reconnue par son peuple et par le pouvoir colonial comme la "Reine de Senehun" à partir de 1884. Les Anglais la soupçonne de duplicité, de manipulation et d’amitiés intéressées, mais son leadership leur permet d’exercer leur autorité sous le régime de l’indirect rule.
En 1906, Madam Yoko meurt. Des rumeurs disent qu’elle se serait suicidée.